# Johnsonperca annavaccarii
Johnsonperca annavaccarii è un pesce osseo estinto, appartenente ai perciformi. Visse nel Cretaceo superiore (Campaniano - Maastrichtiano, circa 72 milioni di anni fa) e i suoi resti fossili sono stati ritrovati in Italia.

## Descrizione
Questo piccolo pesce non doveva superare di molto i cinque centimetri di lunghezza. La testa di Johnsonperca è tanto alta quanto lunga, e l’altezza massima del corpo è uguale all’altezza massima della testa; il bordo dorsale della cresta sopraoccipitale forma un angolo con il profilo frontale del capo. Altre caratteristiche sono i denti della mascella conici e disposti in un’unica fila, la pinna pettorale corta e composta da 8 raggi, una pinna pelvica costituita da una spina e quattro raggi molli, e scaglie cicloidi e di piccole dimensioni.

## Classificazione
Johnsonperca è un rappresentante dei perciformi, un grande gruppo di pesci teleostei attualmente estremamente differenziato; non è chiara quale fosse l'attribuzione di questo pesce a livello di famiglia. 
Johnsonperca annavaccarii venne descritto per la prima volta da Louis Taverne nel 2010, sulla base di un fossile ritrovato nella località di Castello di Agnano, nei pressi di Nardò in provincia di Lecce.